# Sveriges kulturpolitiks historiska utveckling

## Förmodern tid

### Medeltiden
Ungefär samtidigt som staterna Danmark, Norge och Sverige växte fram omkring år 1000, det vill säga att landskapen får en gemensam kung för hela riket, införs också kristendomen som officiell religion på bekostnad av den äldre asatron, och Skandinavien kom att räknas till romersk-katolska kyrkan, inledningsvis under ärkestiftet Hamburg. Politik och religion gick från början hand i hand. Tidiga missionärer (Ansgar, Sigfrid) verkade under beskydd av härskarna. Med kristendomen kom det latinska alfabetet till Skandinavien, som komplement till runorna.
Övergången på 800-talet från den äldre runraden med 24 tecken till den yngre med 16 tecken gick uppenbarligen rätt snabbt. Det kan tyda på att övergången skedde genom påbud, men om detta är ett förhistoriskt fall av kulturpolitik går inte att fastställa.
Från 1200-talet omfattade svenska riket även Finland. Svensk politik utövades i Finland på svenska språket, som där fick en samhällsledande ställning. Detsamma gäller för de områden samerna befolkat i norr.
Riksarkivets äldsta anor kan följas tillbaka till 1200-talet.[källa behövs]

### Reformationen
De politiska förändringarna på 1500-talet fick stora inverkningar på svensk kultur. Kungariket Sverige bröt sig ur Kalmarunionen. Gustav Vasas politiska centralstyrning och omfattande korrespondens stärkte det svenska språkets ställning som kanslispråk och nationalspråk. Den lutherska reformationen lade om kyrkans inriktning och makt försköts från kyrka till stat genom Gustav Vasas reduktion. Reformationens krav att Bibeln och mässan skulle vara på folkets eget språk, gjorde att det svenska språket fick en fasthet och en åtskillnad från danska språket som det tidigare hade saknat. Nedläggningen av klostren och den starkt minskade verksamheten vid (det katolska) Uppsala universitet var förödande för den högre bildningen. Lärda män som Olaus Magnus lämnade landet.

### Stormaktstiden
Under 1600-talet började kungamakten för första gången i svensk historia intressera sig för fornlämningar. Som ett led i denna politik grundade Gustav II Adolf den första föregångaren till Riksantikvarieämbetet. Detta skedde i syfte att stärka Sveriges internationella anseende genom att peka på att riket hade en lång historia. Den dominerande teorin blev göticismen vars främsta företrädare var den förste riksantikvarien Johannes Bureus och Uppsalaprofessorn Olof Rudbeck d.ä.
På 1620-talet började Uppsala universitet blomstra igen. Nya universitet anlades i Dorpat (Tartu universitet) år 1632, Åbo (nuvarande Helsingfors universitet) 1640 och Lunds universitet 1666 i det nyligen erövrade Skåne.
Från Belgien invandrade år 1595 Willem de Besche och 1627 Louis De Geer till Sverige, två mäktiga industrialister, härtill uppmuntrade av Gustav II Adolf. Deras järnbruk i Finspång och Dannemora lade grunden till en invandring av valloner till Sverige, som kulminerade under 1640-talet. Vallonerna tillhörde reformerta kyrkan, medan Belgien hörde till det katolska Spanien.

## Den moderna svenska kulturpolitikens framväxt

### 1700-tal till 1914
Föregångaren till den moderna svenska kulturpolitiken kan spåras till 1700- och 1800-talen då det togs en rad kulturpolitiska initiativ som kom att få betydelse för lång tid framöver. 1735 etablerades Kongl. Ritarakademin som sedermera blev Kungliga Akademien för de fria konsterna. På 1770- och 1780-talen grundade kung Gustaf III de nuvarande nationalscenerna Operan respektive Dramaten samt Svenska Akademien.
Under 1800-talet växte sig nationalismen stark vilket också avspeglas i nya institutioner som Nationalmuseum, Nordiska Museet och Skansen. Själva ordet kulturpolitik förekom enligt SAOB första gången i svensk offentlighet när Svenska Dagbladets chefredaktör Helmer Key den andra maj 1897 i en ledarkolumn deklarerade att tidningens nya giv var att ”sträfva för kulturpolitik” - det vill säga en politik som stod fri från de ensidiga intressen som framfördes av de politiska partierna.
Anders Frenander menar att dagens svenska kulturpolitik har en tydlig startpunkt i 1974 års kulturpolitiska mål.

### 1914 till ca 1960
I kölvattnet av de omvälvningar i Europa som följde på första världskriget 1914–1918 och den ryska revolutionen 1917 började en ny föreställning om konstens och kulturens roll i samhället att ta form inom den svenska statsapparaten. Det fanns en förväntan om att en förbättring av livsvillkoren för folk också skulle innebära större möjligheter att delta i kulturlivet.
Den statliga kulturpolitiken hade dittills fokuserat på att förvalta kulturinstitutioner och kulturella traditioner som vuxit fram under århundraden, men under 1930-talet började staten också att forma kulturlivet för att göra det möjligt för så många som möjligt att komma i kontakt med de sköna konsterna..
Under Arthur Engbergs tid som ecklesiastikminister (1932–1936 och 1936–1939) togs flera initiativ för att bredda inriktningen på det kulturpolitiska arbetet.
När Engberg på 1930-talet utformade det som senare blev det svenska kulturpolitiska systemet kalkerade han Joseph Goebbels Reichskulturkammer: Den statliga finansieringen av kulturlivet skulle organiseras så att varje konstart skulle ha sin egen organisation med politiskt lojala tjänstemän högst upp som fördelade medel till de lojala konstutövarna.
Kulturpolitiken var för Engberg ett instrument för att förändra samhället och för en demokratisk fostran som skulle göra det möjligt för alla att delta i det politiska livet. Riksteatern inrättades år 1934. 1937 inrättades den statliga myndigheten Statens konstråd efter en utredning som tillsatts av Engberg 1936. Myndighetens uppdrag blev att verka för konstnärliga gestaltningar i statliga verksamheter och dess byggnader, och på så sätt bidra till kreativa och attraktiva miljöer för arbetstagare och medborgare. I samband med detta infördes den så kallade enprocentregeln, det vill säga att en procent av byggkostnaden skulle användas för konstnärlig gestaltning. Konstnärernas riksorganisation (KRO) bildades samma år för att företräda konstnärernas intressen och utse sakkunniga till Statens konstråd. År 1938 inrättades Lotterimedelsfonden för att bekosta vissa kulturändamål.
Det dröjde till efterkrigstiden och 1950- och 1960-talen innan de reella möjligheterna fanns för att förverkliga idén om en stark kulturpolitik. Det var framför allt inom kommunerna som utvecklingen skedde under 1950- och 1960-talen. De nya, större kommunerna byggde snabbt upp kommunala folkbibliotek och kommunala musikskolan, och kom att ansvara för många av de museer och konsthallar som fanns i de flesta medelstora och större städer.

### 1960-talet
I början av 1960-talet blev kulturpolitikens utformning en återkommande diskussion i riksdagens bägge kammare. 1961 presenterades den regeringsproposition som i fyra punkter angav riktlinjerna för statens åtgärder gentemot kulturlivet, eller vad som benämndes som den ”fria sektorn”
Två förslag som skulle återkomma i diskussionerna under åren som följde var att regeringen skulle tillsätta en kulturutredning och upprätta ett kulturpolitiskt handlingsprogram. Det fanns dock ingen enighet om vad en sådan utredning skulle innehålla eller hur den skulle genomföras.
My Klockar Linder skriver i sin avhandling från 2014 att "Oenigheterna kring hur kulturområdet skulle hanteras kan därmed förstås som oenigheter på flera plan: dels som oenigheter om de konkreta åtgärderna, och dels som oenigheter om vad som var principiellt görbart eller önskvärt. Annorlunda uttryckt var man oense såväl om uppgiften som hur den skulle utföras och vem som skulle utföra den".
När Olof Palme hösten 1967 tillträtt som ecklesiastikminister verkar arbetet ha intensifierats. Under våren 1968 diskuterades på departementet möjligheten att tillsätta ett nytt kulturråd som självständigt från departementet skulle undersöka möjliga vägar framåt för att etablera en ny kulturpolitik. Den statliga utredningen Kulturrådet sammanträdde första gången i februari 1969.

### 1974 års kulturproposition
Utredningen Kulturrådet presenterade 1972 i sitt betänkande "Ny Kulturpolitik" (SOU 1972:66) kom att ligga till grund för kulturpropositionerna 1974:28, 1975:20 och 1975/76:135. Med dessa grundlades kulturpolitiken som ett självständigt politiskt område i Sverige.
Sven Nilsson sammanfattar inriktningen på den nya politiken i fyra punkter:
- decentralisering, det vill säga en förankring av de olika insatserna i människornas närmiljö
- integration av de kulturpolitiska åtgärderna i det sociala livet och vardagen
- ökad betoning av det egna skapandet, det vill säga den kulturella amatörverksamheten
- en beredskap för mer offensiva ingrepp i den kommersiella kulturmarknaden.

Nilsson: "Den nya kulturpolitiken skulle liksom den tidigare syfta till att skapa goda villkor för det konstnärliga skapandet inom kulturinstitutionerna och bland de fria konstnärliga yrkesutövarna. Men motiven för insatserna förändrades, och man ville stimulera nya strävanden. Idémässigt anknöt utredningen snarare till den offensiva, samhällsförändrande socialpolitiken än till den humanistiska och konstnärliga bildningstraditionen".

### De kulturpolitiska målen enligt regeringens och riksdagens beslut 1974
Kulturpolitiken skall:
– medverka till att skydda yttrandefriheten och skapa reella förutsättningar för att denna frihet skall kunna utnyttjas,
– ge människor möjligheter till egen skapande aktivitet och främja kontakt mellan människor,
– motverka kommersialismens negativa verkningar inom kulturområdet,
– främja en decentralisering av verksamhet och beslutsfunktioner inom kulturområdet,
– i ökad utsträckning utformas med hänsyn till eftersatta gruppers erfarenheter och behov,
– möjliggöra konstnärlig och kulturell förnyelse,
– garantera att äldre tiders kultur tas till vara och levandegörs,
– främja ett utbyte av erfarenheter och idéer inom kulturområdet över språk- och nationsgränserna.

## Den nya kulturpolitikens genomförande

### 1974–1993
Den nya kulturpolitiken tycktes till en början vara en klar succé. Anslagen ökade i både statens, landstingens och kommunernas kulturbudgetar. En rad institutioner skapades, fria grupper flyttade fram teaterns positioner, och utredningar föreslog nya bidrag av de mest skilda slag. Utredningen Ny kulturpolitik, och de nya kulturpolitiska målen skapades ett kulturpolitiskt språkbruk som utvecklades till gemensamma politiska referensramar. Konsten inlemmades som ett av flera verktyg i den sociala ingenjörskonstens verktygslåda.
Två nya statliga myndigheter med uppgift att förvalta den nya kulturpolitiken. Konstnärsnämnden fick uppdraget att fördela statliga stipendier och bidrag direkt till kulturutövare och Statens kulturråd skulle fördela statliga medel till arrangörer och större projekt över hela landet.
1970-talets kulturpolitik präglades annars av en skarp och högljudd kritik inom progressiva delar av kulturlivet mot det som betecknades som "skräpkultur", något som också återspeglades i hur politiker, folkbildare och företrädare för kultureliten drog en skarp gräns mellan den goda, kvalificerade, kvalitativa konsten å ena sidan och populärkulturen och kommersialismen å den andra.
Ett exempel var det återkommande kravet på bojkott mot melodifestivalen, där Sverige ställde in TV-sändningarna och deltagandet 1976 efter påtryckningar.
Det fanns också en stark rörelse i samhället för att sprida "god konst" ut i samhället både genom turnerande statliga institutioner som Riksteatern och Riksutställningar, folkrörelsens konstföreningar och Konstfrämjandet.
I slutet av 1980-talet och början av 1990-talet förändrades det kulturpolitiska landskapet. 1970-talets kulturpolitik var skapad för ett samhälle med stark ekonomisk expansion som planade ut på 80-talet. Också tidsandan och kulturbegreppet förändrades. Uppdelningen i högt och lågt, kommersiellt och icke-kommersiellt blev mindre relevant. Den tidigare så föraktade populärkulturen blev nu accepterad även i finrummen. Och 80-talets fokus på individens utveckling påverkade även kulturlivet. I detta nya landskap tycktes inte 1970-talets kulturpolitik kunna ge någon vägledning.

### 1993 års kulturutredning och 1996 års kulturproposition
Regeringen Carl Bildt beslutade 1993 att tillsätta en ny utredning med syfte att bland annat "göra en utvärdering av kulturpolitikens hittillsvarande inriktning med utgångspunkt i 1974 års kulturpolitiska mål" och att "göra en samlad bedömning av vilka krav och utmaningar som kulturpolitiken har att möta under 1990-talet och på längre sikt". Utredningens betänkande SOU 1995:85 Tjugo års kulturpolitik 1974-1994 : en rapport från Kulturutredningen  lämnades till Ingvar Carlssons tredje regering 1995.
Denna gång valde man att inte föreslå några genomgripande förändringar av kulturområdets övergripande struktur. Kulturpolitiken beskrevs nu inte som inriktad enbart till fördel för hela samhället. Istället skiftades fokus till att bli något mer inriktat på den enskilde individen. Kulturens betydelse för identiteten blev således viktigare, liksom respekten för den enskildes valfrihet. En annan viktig förändring var ett större fokus på kulturarvsfrågor och att de kulturpolitiska målen (så som de formulerades i propositionen) omfattade frasen "att bevara och bruka kulturarvet." Kulturarvet uppfattades alltså inte längre som en del av det förflutna utan också som någonting som kunde användas för att förstå och påverka samtiden.[källa behövs]
Även för denna kulturutredning var det emellertid självklart att kulturpolitik handlade om de redan erkända institutionerna och verksamhetsområdena. Till dessa fogades nu även frågor rörande exempelvis design och arkitektur. Några stora nya institutionella satsningar blev det dock inte. Den stora satsningen i kulturpropositionen var planerna på det nya Världskulturmuseet som skulle byggas i Göteborg, ett projekt som inte ens ingått i utredningens förslag.[källa behövs]

### 2000-talet
De stora kulturpolitiska satsningarna som skulle äga rum under de därpå följande åren kom att gälla frågor rörande världskultur, mångkultur och bekämpandet av rasism. Tydliga exempel på denna nya trend är vid sidan av Världskulturmuseet också Forum för Levande Historia, Forum för Världskultur och Mångkulturåret (2006), men också vissa satsningar inom ramarna för redan existerande institutioner som Riksantikvarieämbetet och Historiska Museet. Dessa satsningar kan sägas representera en ambition hos kulturpolitiken att anpassa sig till samhällets förändrade etniska och kulturella sammansättning. Samtidigt har de emellertid också (liksom de flesta tidigare förändringar i kulturpolitiken) upprättats som nya organisationer och institutioner vid sidan av de redan etablerade och som tillägg i regleringsbreven. De kan följaktligen beskrivas som ett nytt lager som lags ovanpå eller utanför den redan etablerade kulturpolitiken snarare än som en omgestaltning av den.
Samtidigt som man med hjälp av kulturpolitiken försökt reagera på detta sätt har omvärlden och därmed förutsättningarna för kulturpolitiken emellertid förändrats på betydligt mer genomgripande sätt. Olika bedömare[vilka?] beskriver dessa förändringar på skilda sätt. Man kan emellertid urskilja ett antal centrala och för kulturpolitiken relevanta trender i den pågående samhällsutvecklingen:
1. Sveriges befolknings kulturella och etniska bakgrund håller på att förändras genom migration
2. det ökande globala medieflödet ökar tillgången på kulturprodukter och information, inte minst från andra delar av världen
3. postmodernt och postkolonialt tänkande har alltmer kommit att ifrågasätta det självklara i föreställningar om konstnärlig kvalitet och historisk sanning
4. nationalstaten är på väg att förlora sin ställning som självklart dominerande aktör i takt med att kommuner och regioner agerar alltmer självständigt, samtidigt som EU blir en alltmer avgörande aktör inom allt fler områden.[källa behövs]

### Kulturutredningen 2009
I juni 2007 tillsatte regeringen en kommitté för att se över kulturpolitiken. Denna kommitté, Kulturutredningen, lade fram sitt betänkande till kulturminister Lena Adelsohn Liljeroth i februari 2009.
Viktigare huvudpunkter i kulturutredningens förslag var:
- de kulturpolitiska målen justeras, bland annat innebärande att tidigare delmål om att kulturpolitiken ska motverka "kommersialiseringens negativa effekter" slopas
- konstens samhällsnytta betonas mer än tidigare
- kulturpolitik ska också integreras inom andra politikområden
- myndigheterna på läns- och regionnivå ska medverka mer i och få större makt över genomförandet av kulturpolitiken
- det ska vara färre centrala statliga myndigheter inom kulturområdet

### Kulturpropositionen 2009 – Tid för kultur
I september 2009 presenterade Alliansregeringen en ny kulturproposition kallad "Tid för kultur" (Proposition 2009/10:3). Propositionen bygger på den utredning som tillsattes av Sveriges regering 2007 och som framlade sitt betänkande i januari 2009 (se artikeln Kulturutredningen).
Nyckelbegrepp i propositionen är samspel mellan stat, kommuner och landsting (den så kallade "portföljmodellen" eller "koffertmodellen"), samverkan mellan kultur och näringsliv, entreprenörskap, yttrandefrihet, mångfald, konstnärlig förnyelse och vård av kulturarvet. Den omtalade formuleringen “motverka kommersialismens negativa verkningar inom kulturområdet" från 1974 års proposition fanns inte längre med. I den nya propositionen säger man: “Det finns ingen given motsättning mellan kommersiell bärkraft och konstnärlig kvalitet eller frihet." Av propositionen framgick att två utredningar skulle tillsättas: en utredning som skulle ges uppdraget att komma med ett förslag på det praktiska genomförandet av "portföljmodellen", och den andra utredningen skulle ge förslag på hur en ny statlig "musikplattform" skulle utformas, i propositionen anses nämligen att verksamhetsstödet till Stiftelsen Svenska rikskonserter ska upphöra och att en ny plattform för musiken skapas. I oktober 2009 fick landshövding Chris Heister regeringens uppdrag att utreda en ny modell för fördelning av statliga kulturbidrag (den så kallade "portföljmodellen"). Den sistnämnda utredningen ledde fram till inrättandet av Statens musikverk, och den förstnämnda till genomförandet av den regionalisering av kulturpolitiken som nu går under namnet kultursamverkansmodellen. Denna innebär att Sveriges regioner övertar ansvar för delar av de statliga kulturutgifterna i respektive län efter att deras kulturplaner godkänts av Statens Kulturråd.

### De kulturpolitiska målen 2009
Kulturpropositionen resulterade bland annat i en revidering av de statliga kulturpolitiska målen, som sedan dess ser ut som följer:
Kulturen ska vara en dynamisk, utmanande och obunden kraft med yttrandefriheten som grund. Alla ska ha möjlighet att delta i kulturlivet. Kreativitet, mångfald och konstnärlig kvalitet ska prägla samhällets utveckling. För att uppnå målen ska kulturpolitiken:
- främja allas möjlighet till kulturupplevelser, bildning och till att utveckla sina skapande förmågor,
- främja kvalitet och konstnärlig förnyelse,
- främja ett levande kulturarv som bevaras, används och utvecklas,
- främja internationellt och interkulturellt utbyte och samverkan,
- särskilt uppmärksamma barns och ungas rätt till kultur.

## Kulturpolitiska frågor sedan 2010

### Översikt
2010-talet innebär att flera stora kulturpolitiska reformer sjösattes eller påbörjades. Bland dessa kan framhållas kultursamverkansmodellen, "Upphovsrättsdirektivet" för EU:s inre digitala marknad och moderniserad upphovsrättslagstiftning samt en omfattande konstnärspolitisk utredning. Kulturpolitiken har också präglats av en omfattande kulturpolitisk debatt som kretsar kring frågor som rör den konstnärliga friheten och politikens roll i förhållande till konsten, ofta uttryckt som armlängds avstånd mellan konsten och politiken. Frågan har också kopplats samman med återkommande debatter som kretsar kring frågor som rör diskriminering, breddad rekrytering till kulturlivet, yttrandefrihet och identitetspolitik.

### Kultursamverkansmodellen
Kultursamverkansmodellen började införas 2011. Modellen har av regeringen beskrivits som en av de största kulturpolitiska reformerna. Modellen innebär att regionerna fördelar statliga medel till regionala och lokala kulturverksamheter i samverkan mellan stat, regioner, kommuner, det regionala kulturlivet och civilsamhället. Modellen utvärderades 2015 av kulturutskottets uppföljnings- och utvärderingsgrupp och av Statskontoret 2017.

### Modernisering av upphovsrätten
En viktig kulturpolitisk fråga som också väckt debatt rör det så kallade ”upphovsrättsdirektivet” eller "DSM-direktivet": Europaparlamentets och rådets direktiv (EU) 2019/790 av den 17 april 2019 om upphovsrätt och närstående rättigheter på den digitala inre marknaden och om ändring av direktiven 96/9/EG och 2001/29/EG. Syftet med detta EU-direktiv är att harmonisera och modernisera bestämmelser om digital upphovsrätt inom Europeiska unionen, att minska intäktsgapet mellan monopolliknande internetföretag och europeiska innehållsproducenter samt att främja en digital inre marknad inom EU. Direktivet skulle vara införlivat i medlemsstaternas lagstiftningar senast den 7 juni 2021 men har ännu inte blivit till svensk lag.

### Konstnärspolitiken
Under perioden har också konstnärspolitiken stått i fokus. Regeringen konstaterade den 17 november 2016 att "För många konstnärer leder en lång och dyr utbildning till en arbetsmarknad med osäkra anställnings- och ersättningsvillkor, lägre löner och sämre social trygghet än vad som gäller för ett genomsnitt av befolkningen" och tillsatte en särskild utredare med uppdrag att: "göra en översyn av statens insatser och villkor för professionellt verksamma konstnärer, bedöma hur de statliga insatserna bidrar till att nå de kulturpolitiska målen samt föreslå eventuella förändringar av insatserna för att anpassa dem till nuvarande förutsättningar och behov". Utredningen kom med sitt betänkande ”Konstnär – oavsett villkor” 2018 som bland annat utredde konstnärernas ekonomiska och sociala villkor.

### Åtgärder i samband med corona-pandemin
Den omfattande smittspridningen under corona-pandemin ledde till drastiska åtgärder från och med mars 2020 som drabbade kultursektorn hårt. Staten gav ett omfattande krisstöd till kultursektorn. En särskild utredare tillsattes av regeringen den 22 december 2020 för att ”sammanfatta de konsekvenser pandemin inneburit och alltjämt innebär för kultursektorn och analysera vilka lärdomar som kan dras av dessa”.